# Macchina da presa digitale

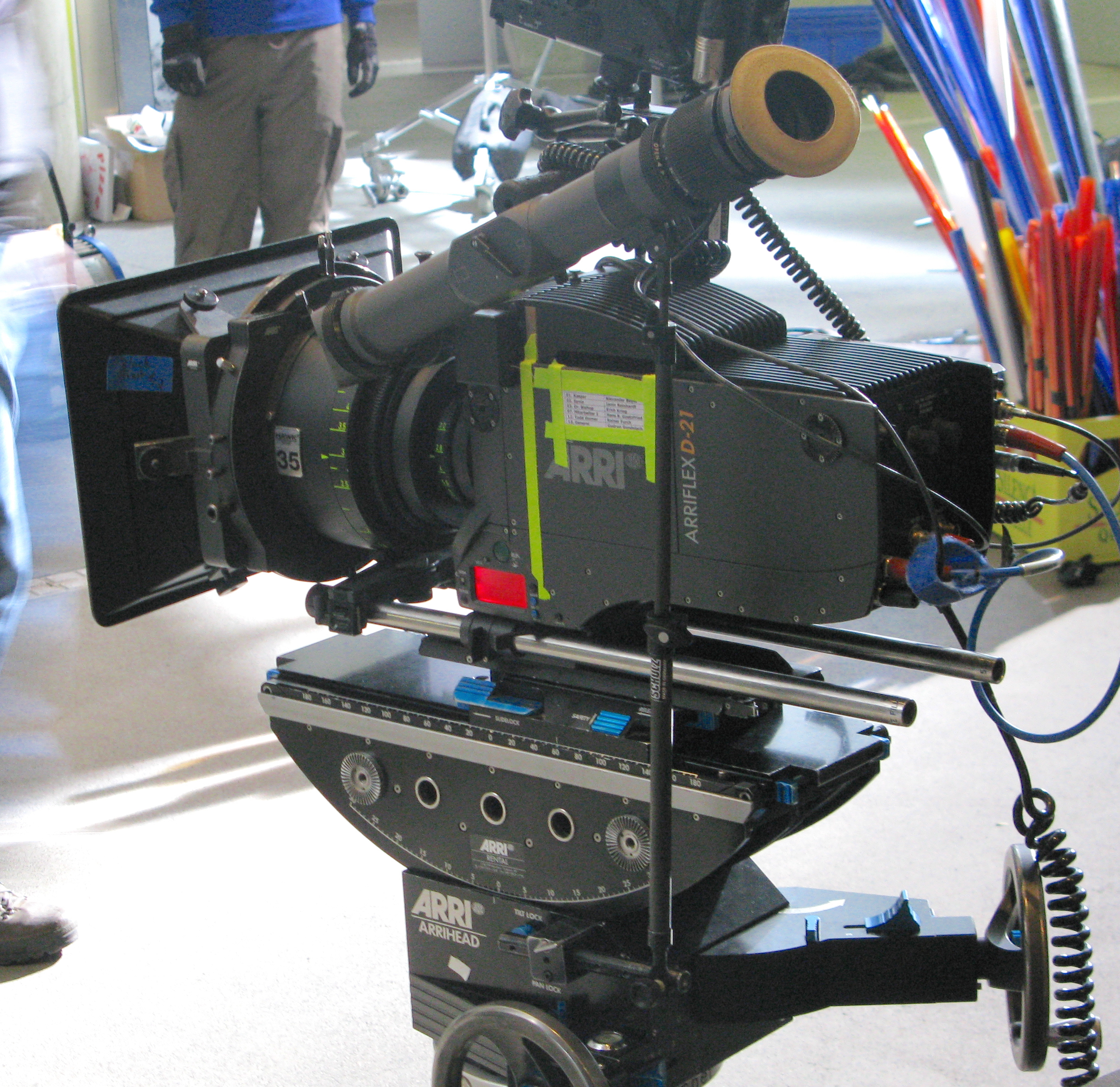
Macchina da presa digitale Arriflex D-21.

Una macchina da presa digitale per la cinematografia digitale è una macchina per la ripresa cinematografica in cui la cattura delle immagini avviene tramite strumenti digitali che registrano su memoria digitale al posto della tradizionale pellicola cinematografica. Differenti modelli di macchina da presa digitale possono produrre una varietà di formati di acquisizione. Anche telecamere amatoriali possono essere utilizzate per produzioni cinematografiche indipendenti a basso costo.
Fin dall'inizio degli anni 2010, le macchine da presa digitali, avendo raggiunto una qualità di riproduzione paragonabile a quella della pellicola professionale, diventano lo strumento dominante nella produzione cinematografica e televisiva.

## Storia
Le prime macchine da presa digitali utilizzate nel cinema, in produzioni indipendenti, furono, alla fine degli anni '90, telecamere semi-professionali dotate di sensori CCD che registravano prevalentemente su nastro, per esempio di tipo mini-DV. Per il film Windhorse, girato clandestinamente in Tibet e Nepal nel 1998 e considerato il primo lungometraggio girato in digitale, furono utilizzate telecamere Sony. Nei primi anni 2000 escono film realizzati con le Sony CineAlta, commercializzate anche con il marchio Panavision. Si tratta di macchine espressamente progettate per la cinematografia digitale che, tra le altre caratteristiche, hanno la possibilità di ripresa a 24 fotogrammi per secondo, tipica del cinema su pellicola, che consente il passaggio del materiale girato in digitale su pellicola positiva senza variazioni nel tempo di proiezione.
Infatti in questi anni di transizione dalla pellicola al digitale la produzione di copie positive su pellicola è ancora necessaria per la permanenza di sale cinematografiche dotate di proiettori per pellicola 35 o 70 mmm. Di conseguenza in questa fase si comincia ad utilizzare il materiale digitale per la ripresa, per il montaggio di scena e di suono, per gli effetti speciali e per la correzione colore; ma poi l'ultimo passaggio è ancora in parte la produzione delle copie positive su pellicola per la proiezione nelle sale cinematografiche tradizionali.
Nel 2008 esce Che di Steven Soderbergh, primo film girato con la Red One. La RED è una industria fondata nel 1999 unicamente per la produzione di macchine da presa digitali per il cinema.
Negli anni successivi anche Arri, storico marchio della cinematografia, inizia a produrre macchine digitali della serie Alexa.

## Le ragioni del passaggio dall'analogico al digitale
Tralasciando tutto quello che riguarda in generale la trasformazione dei modi di produzione in seguito ai progressi della tecnologia, l'elenco che segue individua le ragioni tecniche e produttive specifiche dell'introduzione della macchina da presa digitale nella produzione cinematografica. Tale trasformazione ha indotto anche mutamenti nel linguaggio cinematografico, come era già avvenuto con il precedente passaggio dalla moviola ai sistemi di montaggio informatici.
Le ragioni principali per l'utilizzo della macchina da presa digitale (MDPD) nella produzione cinematografica digitale sono:
- Esame immediato del risultato nel luogo delle riprese. Con gli strumenti digitali è possibile controllare immediatamente e sul set il materiale ripreso. Al contrario, impiegando per le riprese la pellicola, è possibile controllare il risultato esclusivamente dopo lo sviluppo in laboratorio del negativo.
- Rumore. Le fotocamere analogiche provocano, a causa del motore, un rumore significativo che può essere fastidioso durante la registrazione del suono in presa diretta.
- Maggiore sicurezza produttiva. I dati digitali possono essere duplicati immediatamente.
- Flusso di lavoro più efficiente. Alcuni passaggi sono completamente omessi (sviluppo del film) o si riducono nel tempo (la copia video potrebbe già essere disponibile sul set). La sincronizzazione tra ripresa scena e registrazione audio è immediata. Contemporaneamente al set di ripresa è possibile eseguire un primo grossolano montaggio del film, definito messa in fila.
- Riduzione del costo dei materiali. Il negativo del film come materia prima è relativamente costoso rispetto alle memorie digitali, anche riutilizzabili. Lo stesso vale per l'ulteriore elaborazione (sviluppo, stampa del positivo, copie, modifica ed effetti speciali).
- Tempo di registrazione esteso. A causa della ridotta lunghezza della pellicola contenuta nel magazzino di una cinepresa, le riprese continue su materiale negativo sono limitate nel tempo. Quando si registra su negativo 35 mm, ad esempio, è possibile realizzare tempi di registrazione senza interruzioni da circa 11 minuti (4 perforazioni) a 22 minuti (2 perforazioni). Con la registrazione digitale sono possibili tempi di registrazione continua significativamente più alti, anche di ore.
- Flessibilità. Grazie a costi contenuti, è possibile utilizzare sul set cinematografico per ogni singola scena più MDPD contemporaneamente, ottenendo per ogni singola presa audio le diverse inquadrature previste, come primo piano per ogni attore in scena insieme al campo medio e altro ancora. Inoltre è possibile utilizzare MDPD in modi preclusi alle macchine tradizionali soprattutto per ragioni di peso e dimensioni[5].
- Archiviazione. Mentre la pellicola è soggetta a decadimento nel tempo ed usura, i materiali digitali sono riproducibili e archiviabili senza perdita qualitativa nel tempo.
- Maggiore gamma di contrasto. Le MDPD possono offrire una gamma nella luminosità registrabile superiore a quello su pellicola, attualmente (2018) fino a 20 valori F di diaframma.
- I maggiori produttori di pellicole e macchine da presa per il cinema hanno interrotto la produzione di materiali tradizionale legati all'analogico. Kodak decide di mantenere in produzione un negativo 35 mm. solo grazie ad un accordo con le maggiori case di produzione statunitensi.
- Riduzione progressiva ma rapida dei laboratori per il trattamento della pellicola[6].
- Infine i motivi di ostacolo all'utilizzo di MDPD, come elevati investimenti iniziali, scarsa disponibilità di personale formato ed esperto, qualità della registrazione, sono tutti destinati a perdere progressivamente consistenza.

## Modelli di macchina da presa digitale

### Professionali

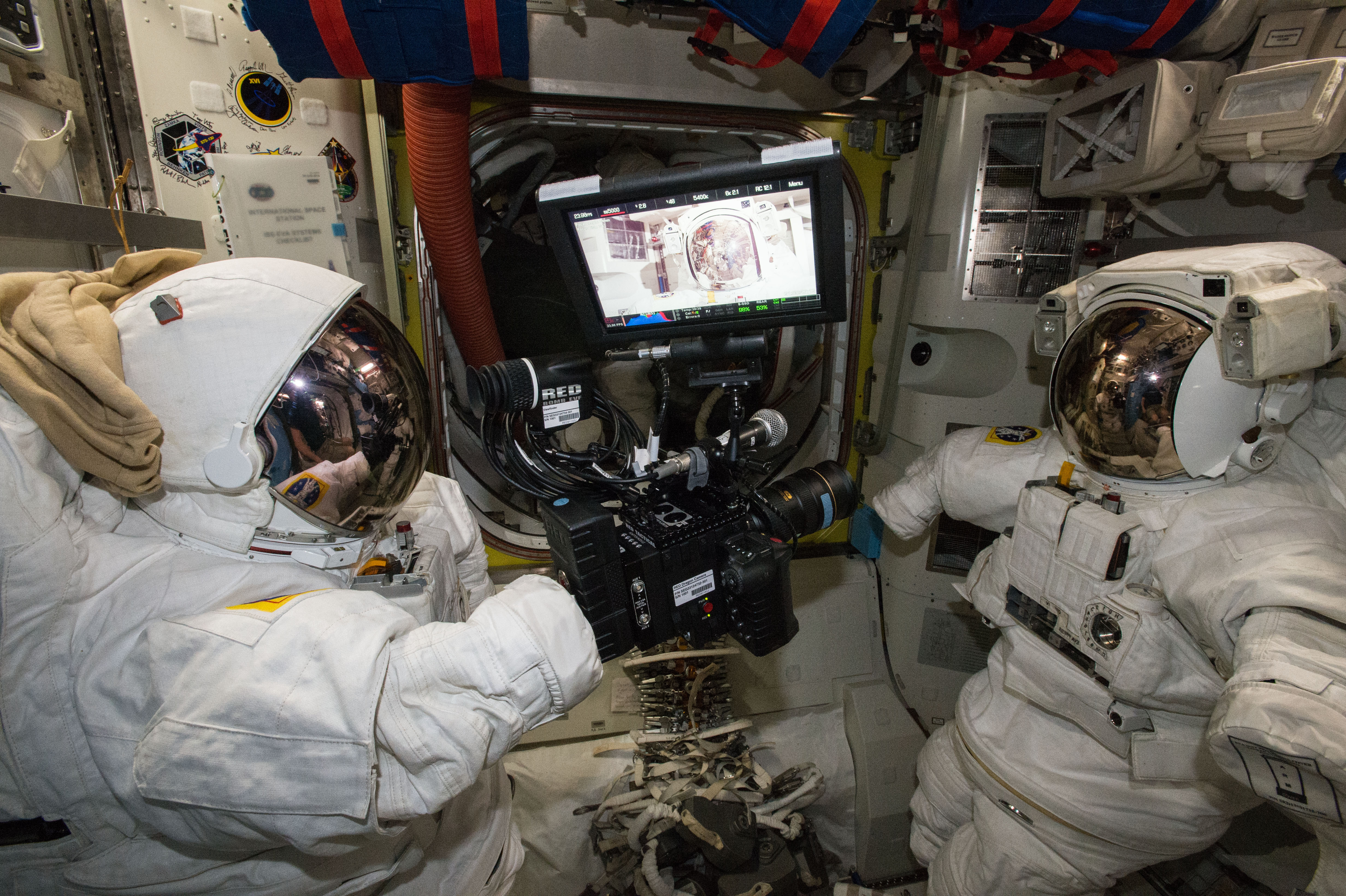
Una RED Epic Dragon 4K utilizzata dalla NASA

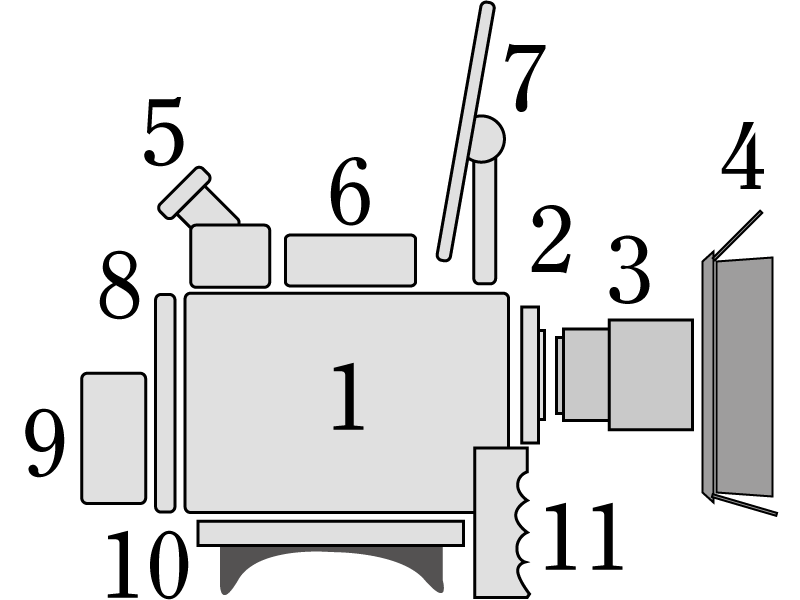
Schema di una MDPD: 1) unità centrale e processore. 2) piastra fissaggio obiettivi. 3) obiettivo. 4) paraluce. 5) mirino 6) connettori input/output 7) monitor. 8) memoria SSD. 9) batteria. 10) supporto spalla. 11) impugnatura

Esistono già diverse apparecchiature dedicate all'utilizzo nella cinematografia di alta qualità. Tali macchine di solito sono caratterizzate da sensori relativamente grandi, frequenza dei fotogrammi selezionabile, opzioni di registrazione con bassi rapporti di compressione o in alcuni casi senza compressione e la possibilità di utilizzare ottiche di alta qualità. Alcuni modelli hanno costi di acquisto elevati e altri sono disponibili solo per il noleggio.
Ecco un elenco delle fotocamere digitali professionali più utilizzate (2018):
- Arri Alexa
- Red One
- Red Epic
- Red Scarlet
- Red Gemini 5K
- Red Helium 8K
- Red Monstro 8K VV
- Sony CineAlta
- Sony Venice
- Blackmagic Design Cinema Camera
- Canon Cinema EOS
- Panavision Genesis

### Semiprofessionali e amatoriali
Alcuni cineasti indipendenti utilizzano le fotocamere a basso costo, amatoriali o semi-professionali, per la cinematografia digitale. La disponibilità di strumenti di ripresa a costi contenuti e la contemporanea crescita su Internet di circuiti di distribuzione alternativi alle sale cinematografiche e ai grandi network televisivi, ha favorito esperienze di cinema indipendente.
Sebbene la qualità delle immagini sia in genere inferiore a quella che può essere prodotta con le macchine da presa digitali professionali, la tecnologia è costantemente migliorata, soprattutto negli ultimi anni con l'arrivo in questa fascia di telecamere ad alta definizione. Per contro, tali telecamere economiche sono limitate a causa dei rapporti di compressione relativamente alti, dalla disponibilità di sensori di ridotta dimensione e dalla qualità delle loro ottiche, spesso integrate e quindi non sostituibili.

## Risoluzioni

Il grafico qui a destra mostra un confronto tra risoluzione di diversi sistemi nella proporzione 16:9. La risoluzione indicata come 4K è quella più simile per risultati qualitativi alla pellicola cinematografica 35mm.
- SD, risoluzione televisiva tradizionale.
- Full HD, risoluzione 1080P, di 1920 × 1080 pixel (risoluzione HDTV comune nel settore consumer)
- 4K Ultra HD, risoluzione di 4096×2160 pixel o 3840×2160 pixel (Arri Alexa SXT, Sony F65 / F55, Canon C700 / C500 / C300Mk2, Panasonic Varicam)
- 8K Ultra HD, risoluzione di 7680 × 4320 pixel  (Red Weapon Vistavision, Red Helium)